# Gmina Boronów
Die Gmina Boronów ist eine Landgemeinde im Powiat Lubliniecki der Woiwodschaft Schlesien in Polen. Ihr Sitz ist das gleichnamige Dorf (deutsch Boronow) mit etwa 2800 Einwohnern.

## Geographie
Die Gemeinde liegt im Norden der Woiwodschaft, im Osten des historischen Oberschlesien nahe der Grenze zu Kleinpolen. Die Kreisstadt Lubliniec (Lublinitz) liegt 15 Kilometer westlich, Częstochowa (Tschenstochau) 20 Kilometer nordöstlich. Nachbargemeinden sind Herby, Konopiska, Koszęcin und Woźniki.
Zu den Gewässern gehört die Liswarta (Lisswarthe).

## Geschichte
Die ehemalige Landgemeinde wurde 1954 in Gromadas aufgelöst. Bei der Neubildung von Gemeinden kam das Gebiet 1973 zur Gmina Herby und mit dieser 1975 von der Woiwodschaft Katowice zur Woiwodschaft Częstochowa, der Powiat wurde aufgelöst.
Im Jahr 1993 wurde die Gmina Boronów aus der Gmina Herby herausgelöst. Zum 1. Januar 1999 kam die Landgemeinde zur Woiwodschaft Schlesien und zum Powiat Lubliniecki.

## Politik

### Bürgermeister
An der Spitze der Verwaltung steht der Bürgermeister. Seit 2006 war dies Rufin Majchrzyk, der 2018 nicht erneut antrat. Bei der turnusmäßigen Wahl im April 2024 wurde Krzysztof Bełkot (Wahlkomitee „Gemeinsames Boronów 2024“) ohne Gegenkandidaten mit 90,2 % der Stimmen wiedergewählt.
Bei der turnusmäßigen Wahl im Oktober 2018 wurde folgendes Ergebnis ermittelt:
- Krzysztof Bełkot (Wahlkomitee „Gemeinsames Boronów 2018“) 58,9 % der Stimmen
- Irena Brol (Wahlkomitee „Gemeinsam für Boronów“) 21,9 % der Stimmen
- Rafał Wróbel (Wahlkomitee Rafał Wróbel) 15,5 % der Stimmen
- Marek Dyląg (Wahlkomitee Marek Dyląg) 3,8 % der Stimmen

Damit wurde Bełkot bereits im ersten Wahlgang zum neuen Bürgermeister gewählt.

### Gemeinderat
Der Gemeinderat von Woźniki besteht aus 15 Mitgliedern, die in Einzelwahlkreisen gewählt werden. Die Wahl 2024 führte zu folgendem Ergebnis:
- Wahlkomitee „Gemeinsam für Boronów“ 47,2 % der Stimmen, 8 Sitze
- Wahlkomitee „Gemeinsames Boronów 2024“ 46,1 % der Stimmen, 6 Sitze
- Wahlkomitee „Freundliche Gemeinde Boronów“ 4,9 % der Stimmen, 1 Sitz
- Übrige 1,9 % der Stimmen, kein Sitz

Die Wahl 2018 führte zu folgendem Ergebnis:
- Wahlkomitee „Gemeinsames Boronów 2018“ 45,2 % der Stimmen, 9 Sitze
- Wahlkomitee „Gemeinsam für Boronów“ 37,3 % der Stimmen, 6 Sitze
- Wahlkomitee Rafał Wróbel 10,5 % der Stimmen, kein Sitz
- Wahlkomitee Marek Dyląg 7,0 % der Stimmen, kein Sitz

### Partnerschaften
Die Landgemeinde unterhält mit Lomma in Schweden und Międzyzdroje (Misdroy) in der Woiwodschaft Westpommern Gemeindepartnerschaften.

## Gliederung
Zur Landgemeinde Boronów gehören der Hauptort und vier Dörfer mit einem Schulzenamt (sołectwo):
- Dębowa Góra (Dembowagora)
- Grojec (Grojetz)
- Hucisko (Althütten)
- Zumpy (Sumpen)

Kleinere Ortschaften der Gemeinde sind Doły (Niederhof) und Sitki (Schittek) sowie die Forsthäuser Cielec (Czieletz) und Szklana Huta (Glashütte).

## Sehenswürdigkeit
Das Wappen der Gemeinde zeigt die 1611 erbaute Schrotholzkirche von Boronów.